# Gibloux (montagne)
Pour les articles homonymes, voir Gibloux.
Le Gibloux, culminant à 1 205 m, est une montagne des Préalpes fribourgeoises, orientée du sud-ouest au nord-est et située à la frontière des districts de la Glâne, de la Sarine et de la Gruyère, dans le canton de Fribourg.

## Toponymie
La première mention du Gibloux date de 1141 sous le nom de monte Iubleur. Par la suite, il sera successivement baptisé monte Iublors (en 1143) puis Jublors (en 1239).
Son nom en allemand, pratiquement plus utilisé de nos jours, est Gibel.

## Géographie
La colline du Gibloux s'étend depuis le lac de la Gruyère jusqu'à La Neirigue dans la direction est-ouest et du plateau fribourgeois au bassin de Bulle dans la direction nord-sud.
Son prolongement sud-ouest est constitué par le Derbali (1 072 mètres d'altitude) et la Joux de Pra Fillieux (1 069 mètres). Entre les deux, à 950 mètres d'altitude, se trouve l'étang des Bugnons où se jette le ruisseau Gérignoz.
Géologiquement, le Gibloux ne fait pas partie des Alpes mais du Moyen Pays suisse. Il est constitué de molasse formée d'un conglomérat particulièrement résistant de gros cailloux roulés de quartzite enrobés dans un ciment très dur, le Nagelfluh. Ce conglomérat a été déposé en avant des Alpes à l'ère tertiaire dans la mer qui bordait la chaîne en surrection. Cette masse plissée par le soulèvement alpin a résisté à l'érosion qui s'en est ensuivie.

## Activités
La colline ne subit qu'une faible colonisation humaine et ne connaît qu'une exploitation sylvicole.
Le Gibloux est connu comme lieu de randonnée. À son sommet se trouve une tour radio et télévision de 118 mètres, offrant au public une plateforme située à 37 mètres de hauteur qui offre un panorama sur la Gruyère, les Alpes et le massif du Jura. On y trouve également une exposition permanente qui offre une vue d'ensemble sur la géologie et la géographie de la région, ainsi qu'un sentier botanique éducatif. En hiver, le ski de fond est pratiqué sur les pentes douces de la colline. Le festival du Gibloux est organisé dans la localité de Vuisternens-en-Ogoz, chaque été depuis 1987.

## Source
- (de) Cet article est partiellement ou en totalité issu de l’article de Wikipédia en allemand intitulé « Gibloux » (voir la liste des auteurs).

1. 1 2  Visualisation sur Swisstopo.
2. ↑  Grande encyclopédie de la montagne, Bruxelles, Erasme, 1977, p. 1021-1022
3. ↑  Olivier Wyser, « Carton plein pour le Gibloux », La Liberté,‎ 8 juillet 2015 (lire en ligne)